# Evelyn Dall
Evelyn Dall (8 de janeiro de 1918 — 10 de março de 2010) foi uma cantora e atriz norte-americana.

## Biografia
Nascida em Bronx, na cidade de Nova Iorque, Dall começou sua carreira em filmes curtos e em papéis secundários na Broadway. Em 1935, foi convidada para se tornar a vocalista feminina para Bert Ambrose & His Orchestra, onde permaneceu até 1946.
Em 1946, ela voltou para os Estados Unidos, onde casou-se e criou uma filha e um filho. Viúva em 1974, Dall mudou-se para Júpiter, na Flórida em 1980, depois para Arizona em 2002.
Faleceu em 10 de março de 2010, em Phoenix, Arizona, após uma doença prolongada, aos 92 anos. Foi socorrida pelos seus filhos.